# Auf der anderen Seite
Auf der anderen Seite (internationaal ook uitgebracht als The Edge of Heaven) is een Duitse dramafilm uit 2007 onder regie van Fatih Akın, die het verhaal zelf schreef. Het is het tweede deel van een geplande trilogie met als thema Liebe, Tod und Teufel ('liefde, dood en duivel'), die in 2004 begon met Akıns Gegen die Wand. Beide films gaan vooral over leden van de Turkse gemeenschap in Duitsland.
Auf der anderen Seite won meer dan dertig filmprijzen, waaronder Duitse Filmprijzen voor "beste film", "beste regie", "beste script" en "beste montage". In die laatste categorie behaalde de film ook de Preis der deutschen Filmkritik. Het script werd ook meermaals beloond, onder andere op het Filmfestival van Cannes en bij de European Film Awards.

## Verhaal
Ali Aksu is een alleenstaande man van middelbare leeftijd die samenwoont met zijn zoon, hoogleraar Duitse literatuur Nejat. Ali voelt zich eenzaam en bezoekt regelmatig de hoerenbuurt. Bij een van die bezoekjes komt hij terecht bij de Turkse prostituee Yeter. Ali ziet in haar de oplossing voor zijn probleem en doet haar een voorstel. Wanneer zij bij hem intrekt, met hem samenleeft en alleen nog met hem naar bed gaat, betaalt hij haar daarvoor maandelijks het bedrag dat ze normaal achter het raam zou verdienen. Hoewel ze dit voorstel in eerste instantie afwimpelt, bedenkt ze zich wanneer ze wordt bedreigd door Turkse mannen in de hoerenbuurt. Deze vinden dat een Turkse moslima daar niks te zoeken heeft en beloven haar wat aan te doen als ze haar nog eens aantreffen achter het raam.
Nejat vindt het een aparte situatie wanneer Yeter bij hem en zijn vader intrekt, maar kan aardig met de vrouw overweg. Wanneer ze een keer samen buiten zitten, vertelt ze hem emotioneel over haar dochter die ze al in geen tijden meer gezien heeft en waarmee ze alle contact verloren is. Ali blijft Yeter daarentegen behandelen als de prostituee die hij huurt en altijd voor hem klaar dient te staan. Wanneer ze een keer geen zin heeft als Ali seks eist, wordt deze woest en geeft hij haar een zodanig harde klap dat ze daaraan overlijdt.
Ali gaat voor zijn misdaad de gevangenis in en Nejat erkent hem niet langer als zijn vader. Hij vertrekt naar Turkije. Daar koopt hij een boekenzaakje met Duitse literatuur en gaat hij op zoek naar Yeters verloren dochter. Zonder dat hij het weet, heeft Nejat het pad van Yeters dochter Ayten Öztürk al gekruist. Zij zat namelijk onder de valse naam Gül als studente bij een van zijn hoorcolleges. Dit nadat ze uit Turkije vluchtte, omdat ze daar gezocht wordt voor haar betrokkenheid bij politieke rellen en nu illegaal in Duitsland verblijft. Ayten werd in Duitsland opgevangen door studente Lotte Staub, waar ze een lesbische relatie mee heeft en bij wie ze woont.
Ayten wordt gesnapt wanneer er bij een onschuldige verkeersovertreding naar haar papieren wordt gevraagd en ze het op een lopen zet. Ze wordt uitgezet naar Turkije, waar ze een gevangenisstraf van vijftien tot twintig jaar riskeert. Lotte reist haar achterna om haar te helpen, maar komt in Turkije om het leven wanneer een lijmsnuivende tiener haar doodschiet. Daarop gaat haar moeder Susanne naar Turkije om haar dochters laatste wil te vervullen. Terwijl ze Ayten probeert te helpen, huurt ze bij Nejat de kamer waarin haar dochter verbleef. Deze heeft de hoop opgegeven Yeters dochter nog te vinden en heeft geen enkel idee hoe dichtbij deze in werkelijkheid inmiddels is.

## Rolverdeling
- Tuncel Kurtiz: Ali Aksu
- Baki Davrak: Nejat
- Nursel Köse: Yeter
- Nurgül Yeşilçay: Ayten Öztürk
- Patrycia Ziółkowska: Lotte Staub
- Hanna Schygulla: Susanne
- Emre Coşar: Cengiz
- Yelda Reynaud: Emine
- Lars Rudolph: Markus Obermüller